# Áll a malom, áll a vitorlája
Az Áll a malom, áll a vitorlája kezdetű csárdást Berényi Lajos írta 1886 körül. Madarász Ernesztin Illés mester című népszínművében adták elő először 1891. szeptember 26-án a Népszínházban.
Feldolgozás:
| Szerző        | Mire          | Mű                    |
| ------------- | ------------- | --------------------- |
| Farkas Ferenc | ének, zongora | 50 csárdás, 22. kotta |

## Kotta és dallam
| Áll a malom, áll a vitorlája, szőke kislány mit főz vacsorára, halpaprikást, mi gondja van rája, estére várom a babám vacsorára. | Már minálunk az jött a szokásba, nem táncolunk alacsony szobába', alacsony a mestergerendája, letörik a legény tollas bokrétája. |

## Felvételek
- Áll a malom áll a vitorlája. Huszár József  YouTube (2016. december 29.)  (Hozzáférés: 2017. január 28.) (audió)
- Áll a malom, áll a vitorlája..... Lovay László  YouTube (2013. szeptember 6.)  (Hozzáférés: 2017. január 28.) (videó) 0:58-ig.
- Áll a malom, áll a vitorlája. Urbán Katalin, Bojtor Imre  YouTube (1991. június 28.)  (Hozzáférés: 2017. január 28.) (audió)
- Áll a malom. Sirály együttes  YouTube (2011. március 18.)  (Hozzáférés: 2017. január 28.) (audió) lakodalmas
- Áll a malom. Rezesbanda zenekar  YouTube (1992. december 18.)  (Hozzáférés: 2017. január 28.) (audió)